# It Takes Two (videogioco)
It Takes Two è un videogioco platform action-adventure sviluppato da Hazelight Studios e pubblicato da Electronic Arts, con l'etichetta EA Originals. Il gioco è stato pubblicato per Windows, PlayStation 4, PlayStation 5, Xbox One e Xbox Series X e Series S il 26 marzo 2021 e per Nintendo Switch  il 4 novembre 2022. Come per A Way Out, il titolo di debutto di Hazelight Studios, It Takes Two non può essere giocato in single player, ma unicamente in modalità cooperativa, locale o online, a schermo diviso.

## Trama
Cody e May, una coppia sposata, decidono di divorziare in seguito a una discussione tra i due, nella quale Cody incolpa May di lavorare tutto il tempo, mentre May ribatte affermando che Cody non mostra il benché minimo apprezzamento per il suo lavoro. Dopo aver detto alla figlia Rose del divorzio, la bambina porta due bambole fatte a mano, con la forma dei genitori, nel capanno di famiglia. Si rivolge poi a un libro di terapia relazionale, intitolato "Book of Love" e scritto dal Dr. Hakim, chiedendogli una mano per risolvere la situazione. Inizia a giocare poi con le bambole, inscenando una riappacificazione tra i due genitori, e distrutta dalla situazione inizia a piangere. Subito dopo, i genitori si ritrovano intrappolati nei corpi delle bambole, a causa di una lacrima di Rose caduta su di esse. Il libro, che si fa chiamare semplicemente Dr. Hakim, dice a May e Cody che gli è stato affidato il compito di cercare di sistemare la loro relazione, mentre i due, ormai bambole, cercano di raggiungere Rose per ritornare com'erano prima.
All'inizio, Cody e May sono più concentrati sul tentativo di raggiungere Rose, sperando che conosca un modo per riportarli ai loro corpi umani. Tuttavia, il dottor Hakim interferisce continuamente sui loro progressi, spesso mettendo ostacoli e prove sul loro cammino per costringerli a collaborare tra di loro. Si imbattono anche in versioni magicamente antropomorfizzate dei loro vecchi oggetti, che criticano Cody e May per i loro maltrattamenti e la negligenza sia nei loro confronti che in quelli di Rose. Mentre viaggiano nella loro casa, a Cody e May vengono in mente i momenti felici vissuti insieme, compresi quelli che li avevano spinti a diventare una coppia. Nel frattempo, Rose continua a fare del suo meglio per aggiustare il rapporto tra i suoi genitori, ma i veri corpi di Cody e di May sono nel frattempo in uno stato di incoscienza. Pensando che i suoi genitori la stiano ignorando, Rose arriva a credere che sia lei la ragione per cui il loro matrimonio stia cadendo a pezzi, e decide quindi di scappare nella speranza che li faccia ritornare insieme.
Dopo un lungo viaggio, Cody e May completano finalmente il test finale del dottor Hakim, che consiste nel ricreare la canzone che May era solita cantare. Mentre May canta, la relazione tra lei e Cody si riaccende e si baciano, il che inverte l'incantesimo su di loro. Si risvegliano nei loro corpi reali e sono scioccati nell'apprendere che Rose sia scappata. Fortunatamente, riescono a trovarla a una fermata dell'autobus, le assicurano che non è lei la causa delle loro discussioni e che rimarranno sempre una famiglia. Il gioco si chiude sull'inquadratura di loro tre che tornano a casa.

## Modalità di gioco
It Takes Two è un videogioco action-adventure con elementi platform. È progettato specificamente per essere giocato in modalità multiplayer cooperativo a schermo condiviso, il che significa che può essere giocato unicamente con un altro giocatore, connesso in locale o online. Il gioco presenta un gran numero di meccaniche di gioco di vari generi videoludici. Queste meccaniche di gioco sono collegate alla storia e al tema del livello. I giocatori nel corso del gioco acquisiscono diverse abilità, le quali devono essere abbinate tra loro per poter progredire nella storia. Il gioco include anche un vasto numero di minigiochi.

## Sviluppo
A dirigere il progetto è Josef Fares, già regista del precedente gioco di Hazelight, A Way Out (2018), e del gioco Brothers: A Tale of Two Sons (2013) di Starbreeze. Dopo aver rilasciato A Way Out nel 2018, il team ha deciso di creare un altro videogioco unicamente cooperativo, in quanto, con un team più esperto e raffinato, si sentiva di poter migliorare ed espandere ulteriormente le meccaniche di gioco introdotte in A Way Out. Il team di sviluppo ha lavorato per garantire che il gameplay fosse connesso alla narrazione e che, man mano che la storia si svolgeva, le meccaniche del gioco cambiassero di conseguenza. Fares ha spinto il suo team a includere il maggior numero possibile di meccaniche e scenografie, poiché credeva che utilizzando ripetutamente una meccanica di gioco, essa diventasse "meno speciale". Fares ha descritto il gioco come una "commedia romantica", ed ha inoltre fornito il motion capture al Dr. Hakim, uno dei personaggi chiave del gioco.
Come A Way Out, It Takes Two è stato pubblicato nell'ambito del progetto EA Originals di Electronic Arts. Questo ha permesso alla Hazelight di mantenere il pieno controllo creativo, ricevendo allo stesso tempo la maggior parte dei profitti del gioco dopo il recupero dei costi di sviluppo. EA ha annunciato per la prima volta di aver firmato un contratto editoriale con Hazelight nel giugno 2019. Il gioco è stato ufficialmente rivelato durante l'EA Play nel giugno 2020. EA e Hazelight hanno introdotto il Friend's Pass per il gioco, che consente al giocatore che ha acquistato il gioco di inviare inviti ai propri amici, i quali possono giocare gratuitamente. Il gioco è stato pubblicato per Windows, PlayStation 4, PlayStation 5, Xbox One e Xbox Series X e Series S il 26 marzo 2021. Durante il Nintendo Direct del 13 settembre 2022 è stata annunciata una versione per Nintendo Switch prevista per il 4 novembre 2022.

## Accoglienza
Il gioco è stato accolto con recensioni generalmente positive, ottenendo sull'aggregatore di recensioni Metacritic un punteggio pari a 89 per le versioni PC e Xbox Series X, e 88 per le versioni PlayStation 4 e PlayStation 5.
Dal lancio del gioco a luglio 2022 sono state vendute oltre 7 milioni di copie.

### Riconoscimenti
| Anno | Premio                 | Categoria                 | Risultato       |               |
| ---- | ---------------------- | ------------------------- | --------------- | ------------- |
| 2021 | Golden Joystick Awards | Best Multiplayer Game     | Vincitore/trice | [ 16 ] [ 17 ] |
| 2021 | Golden Joystick Awards | Ultimate Game of the Year | Candidato/a     | [ 16 ] [ 17 ] |
| 2021 | The Game Awards        | Best Multiplayer Game     | Vincitore/trice | [ 18 ]        |
| 2021 | The Game Awards        | Best Family Game          | Vincitore/trice | [ 18 ]        |
| 2021 | The Game Awards        | Best Narrative            | Candidato/a     | [ 18 ]        |
| 2021 | The Game Awards        | Best Game Direction       | Candidato/a     | [ 18 ]        |
| 2021 | The Game Awards        | Players' Voice            | Candidato/a     | [ 18 ]        |
| 2021 | The Game Awards        | Game of the Year          | Vincitore/trice | [ 18 ]        |

Nel dicembre 2021 il gioco vince il premio Gioco dell’Anno (GOTY) ai The Game Awards 2021. Oltre al premio più prestigioso si aggiudica anche il premio per Miglior Gioco per le Famiglie e Miglior Multiplayer.